# Jan van der Graaf
Jan van der Graaf (Ridderkerk, 12 januari 1937 – Hilversum, 14 oktober 2022) was een Nederlandse ingenieur en kerkbestuurder. Hij was onder meer algemeen secretaris van de Gereformeerde Bond. Van der Graaf schreef daarnaast verschillende boeken.

## Biografie
Van der Graaf studeerde chemische technologie aan de Technische Universiteit Delft. Na zijn studie was hij werkzaam in het voortgezet onderwijs en daarnaast vanaf 1966 bestuurslid van de Gereformeerde Bond, een modaliteit op de rechterflank van de Nederlandse Hervormde Kerk (NHK) en later de Protestantse Kerk in Nederland. Met vier andere kerkleiders publiceerde hij op 7 oktober 1971 een manifest, waarin werd gewaarschuwd voor de ontwikkeling binnen de NH Kerk, waar de theologie steeds meer dienstbaar werd gemaakt aan de maatschappijkritiek door de volgelingen van Karl Barth. In 1973 werd hij benoemd als voltijds algemeen secretaris van de Gereformeerde Bond. 
In de eerste helft van 1989 kon Van der Graaf de nieuwe voorzitter van de Evangelische Omroep worden. Hij had al toegezegd, maar een zondagse preek bracht hem op het laatste moment op andere gedachten. Van 2000 tot zijn pensioen in 2002 was hij studiesecretaris van de Gereformeerde Bond. In 1994 werd Van der Graaf onderscheiden met een eredoctoraat in de theologie aan de Karoly-Gaspar-universiteit in Boedapest. Van der Graaf had de bijnaam 'bondscoach'.

### Samen op Weg
Als secretaris gaf Van der Graaf leiding aan het verzet van de behoudende hervormden tegen Samen-op-Weg, het eenwordingsproces van hervormden, gereformeerden en lutheranen. Het lukte hem niet zijn eigen achterban bij elkaar te houden toen bleek dat het fusieproces niet tegen te houden was, en dat de bond, hoe schoorvoetend ook, mee zou blijven doen.
Een deel van zijn achterban splitste zich bij de vorming van de PKN af en ging verder als de Hersteld Hervormde Kerk (HHK). Van der Graaf noemde hen aan de vooravond van de fusie 'infiltranten' en 'stokers'.
Van der Graaf was binnen de NHK en later de PKN een pleitbezorger van de 'onopgeefbare band' van de kerk met Israël en bood daarmee tegenwicht tegen een tendens binnen de kerk waarbij sterk(er) de nadruk werd gelegd op het lijden van de Palestijnen. In september 2009 pleitte Van der Graaf voor een onderzoek naar de mogelijkheid om de vrouw in het ambt toe te laten. Dit ligt binnen de Gereformeerde Bond gevoelig.
Met enige regelmaat verscheen Van der Graaf in radio- en televisierubrieken over kerkelijke aangelegenheden. Van 1990 tot 2008 was hij panellid in het EO-programma Deze Week. Jaarlijks blikte hij in het radioprogramma Andries samen met Andries Knevel terug op het jaar. Verder werkte hij mee aan bundels, handboeken en artikelen geschreven in dagbladen en tijdschriften. Bijna wekelijks verscheen van zijn hand een artikel in De Waarheidsvriend, het officiële orgaan van de Gereformeerde Bond, waarvan hij van 1969 tot 2001 hoofdredacteur was.

## Persoonlijk
Van der Graaf was getrouwd en vader van drie kinderen. Een van zijn zonen is predikant, de andere is ondernemer en zijn dochter is getrouwd met een predikant. Zijn zwager Bas Plaisier was de eerste scriba van de Protestantse Kerk in Nederland (PKN).
Van der Graaf overleed in oktober 2022 op 85-jarige leeftijd, na een kort ziekbed.